# Morelos Cañada
Morelos Cañada är en ort i Mexiko.   Den ligger i kommunen Cañada Morelos och delstaten Puebla, i den sydöstra delen av landet, 200 km öster om huvudstaden Mexico City. Morelos Cañada ligger 2 298 meter över havet och antalet invånare är 4 255.
Terrängen runt Morelos Cañada är huvudsakligen kuperad, men den allra närmaste omgivningen är platt. Runt Morelos Cañada är det ganska tätbefolkat, med 179 invånare per kvadratkilometer. Närmaste större samhälle är Maltrata, 17,2 km nordost om Morelos Cañada. I omgivningarna runt Morelos Cañada växer huvudsakligen savannskog.